# 薑餅女孩
《薑餅女孩》是一部由史蒂芬·金於2007年所著的短篇小說，當時發佈在Esquire雜誌上，後來於2008年收錄在短篇小說集《日落之後》內。

## 故事簡介
艾蜜莉在小孩夭折後，與丈夫的關係變得越來越差，並一直靠跑步來抑壓情緒，結果艾蜜莉回到家族的大屋重新思考人生。在小島上，多數的時候都空無一人，大部分人都只是到度假，不會長住。艾蜜莉在島上繼續她的跑步療程，卻意外撞破了一宗兇殺案。變態的兇手擊暈了艾蜜莉，然後鎖她在大屋內。艾蜜莉靠跑步時鍛鍊的意志與體能，最終都逃出了兇手的魔掌。